# Gladiátor II
Gladiátor II (v anglickém originále Gladiator II) je film režiséra Ridleyho Scotta z roku 2024. Navazuje na film Gladiátor z roku 2000. Popisuje příběh Lucia, syna Lucilly a synovce Commoda, který se rozhodne stát gladiátor po vzoru Maxima, hlavní postavy původního filmu.

## Děj
Příběh filmu se odehrává asi 20 let po původním Gladiátorovi. Ústřední postavou filmu je Lucius, syn Lucilly. Ten byl přítomen zápasu gladiátora Maxima a svého strýce Commoda, kde byl zcela uchvácen Maximovou odvážností. Ve filmu žije Lucius se svou ženou a synem v království Numidie. To je však napadeno římskou armádou pod vedením generála Marca Acacia, který Lucia odvede do otroctví v Římské říši. Lucius se rozhodne bojovat jako gladiátor pod vedením Macrina, který se staví proti vládě mladých císařů Caracally a Gety.

## Recepce
Rotten Tomatoes uvedl, že kritici hodnotili kladně akční scény, herecké výkony, příběh a vizuální prvky, ale někteří tvrdili, že „zápletka je ve skutečnosti příliš podobná svému předchůdci“.
Snímku byly často vyčítány historické nepřesnosti, jako například římský útok na Numidii v Severní Africe, která byla v době vlády císaře Caracally součástí Říma už 250 let, přítomnost žraloků v Koloseu nebo jízda gladiátorů na nosorožci. Skutečný Macrinus, jehož postavu ztvárnil Denzel Washington, nebyl nikdy otrokem ani netrénoval gladiátory, ale byl velitelem císařské pretoriánské gardy, narozený v berberské rodině ve městě Caesarea v Severní Africe, který se stal římským císařem v roce 217 n. l. poté, co se spikl proti Caracallovi a nechal ho zavraždit.

## Obsazení
| Paul Mescal       | Lucius Verus (český dabing: Filip Tomsa)     |
| Pedro Pascal      | Marcus Acacius (český dabing: Zdeněk Hruška) |
| Connie Nielsen    | Lucilla (český dabing: Ivana Milbachová)     |
| Denzel Washington | Macrinus (český dabing: Bohdan Tůma)         |
| Joseph Quinn      | Geta (český dabing: Václav Šanda)            |
| Fred Hechinger    | Caracalla (český dabing: Daniel Krejčík)     |
| Derek Jacobi      | Gracchus (český dabing: Jan Vlasák)          |
| Tim McInnerny     | Thraex (český dabing: Miroslav Táborský)     |
| Rory McCann       | Tegula (český dabing: David Suchařípa)       |
| Lior Raz          | Viggo (český dabing: David Novotný)          |
| Alexander Karim   | Ravi (český dabing: Viktor Dvořák)           |
| Alec Utgoff       | Darius (český dabing: Jan Battěk)            |
| Peter Mensah      | Jubartha (český dabing: Martin Zahálka)      |